# Portia Simpson-Miller
Portia Lucretia Simpson-Miller (Saint Catherine, 12 de dezembro de 1945) é uma política jamaicana. Foi a primeira mulher a ser eleita para o cargo de primeiro-ministro de seu país.
Eleita pela primeira vez ao Parlamento em 1976 pelo Partido Nacional Popular (PNP), foi ministra do Trabalho (pasta que teve diferentes denominações) entre 1989 e 2000. Neste último ano passa a desempenhar a pasta do Turismo até 2002, quando se converte em ministra do Governo Local.
Em 26 de fevereiro de 2006, durante a escolha do líder de seu partido, ela obteve 1775 votos contra 1538 de seu rival, o ministro da segurança Peter Phillips Em 30 de março do mesmo ano ela assumiu o governo, após a renúncia do primeiro-ministro Percival James Patterson. Porém nas eleições gerais do ano seguinte seu partido perde, ficando com apenas 27 cadeiras contra 33 do rival Jamaican Labour Party. Esta margem foi revisada para 32 cadeiras a 28, após uma recontagem.
Simpson inicialmente recusou-se a aceitar a derrota, alegando irregularidades na votação e que uma recontagem mudaria o resultado. A OEA editou uma declaração de que as eleições foram livres e o resultado justo. Finalmente Simpson aceitou a derrota em 5 de setembro de 2007, sendo substituída pelo líder do JLP, Bruce Golding.
Atualmente integra o Conselho de Mulheres Líderes Mundiais (sigla em inglês: CWWL).
Em dezembro de 2011, a política, concorrendo pelo Partido Nacional Popular (PNP), partido de oposição, venceu as eleições para primeiro-ministro do país, obtendo 41 das 63 cadeiras. Perdeu, no entanto, as eleições de 2016 para o Partido Trabalhista de Andrew Holness.